# Parlamentswahl in Bhutan 2013
Die Parlamentswahl in Bhutan 2013 fand am 31. Mai und 13. Juli 2013 statt. Es war die zweite Wahl der Nationalversammlung in Bhutan nach der Einführung eines parlamentarischen Regierungssystems im Jahr 2008.
Insgesamt 381.790 Wähler ließen sich im Vorfeld der Wahl registrieren. An der ersten Runde der Wahl im Mai, zu der alle vier Parteien zugelassen waren, beteiligten sich etwa 55 Prozent der registrierten Wähler. Die Abstimmung erfolgte mittels mehr als 4.000 aus dem Nachbarstaat Indien geliehener Wahlcomputer. Zur zweiten Runde im Juli standen nur noch die beiden stärksten Parteien der ersten Runde, die Volksdemokratische Partei (PDP) sowie die Druk Phuensum Tshogpa (Bhutanische Partei für Frieden und Wohlstand, DPT), zur Wahl. 66 Prozent aller registrierten Wähler gaben dabei ihre Stimmen in den 20 Dzongkhags und 47 Wahlkreisen ab.
Die Stimmen der bhutanischen Parlamentswahl wurden, wie bereits fünf Jahre, zuvor in Form des relativen Mehrheitswahlrechts in Parlamentssitze umgewandelt. Der Kandidat, der in einem Wahlkreis die meisten Stimmen auf sich vereinigen konnte, gewann das Mandat. Daher ergibt sich die große Diskrepanz zwischen dem Stimmenanteil der beiden Parteien und den Sitzen im Parlament.
Der bisherige Ministerpräsident Jigme Thinley (DPT) wurde nach der Wahl durch den Vorsitzenden der siegreichen PDP, Tshering Tobgay, abgelöst.
| Partei | Partei                                             | Erste Runde | Erste Runde | Zweite Runde | Zweite Runde | Zweite Runde | Zweite Runde |
| Partei | Partei                                             | Stimmen     | Anteil      | Stimmen      | Anteil       | Sitze        |              |
| ------ | -------------------------------------------------- | ----------- | ----------- | ------------ | ------------ | ------------ | ------------ |
|        | Volksdemokratische Partei (PDP)                    | 68.650      | 32,53 %     | 138.760      | 54,88 %      | 32           |              |
|        | Bhutanische Partei für Frieden und Wohlstand (DPT) | 93.949      | 44,52 %     | 114.093      | 45,12 %      | 15           |              |
|        | Druk Nyamrup Tshogpa (DNT)                         | 35.962      | 17,04 %     |              |              |              |              |
|        | Druk Chirwang Tshogpa (DCT)                        | 12.457      | 5,90 %      |              |              |              |              |
| Gesamt | Gesamt                                             | 211.018     | 55,27 %     | 252.853      | 66,23 %      | 47           |              |

Zusammensetzung der gewählten Nationalversammlung:

Das Wahlergebnis stellte einen radikalen Wandel in der noch jungen parlamentarischen Geschichte Bhutans dar. Die DPT, die 2008 noch 45 der 47 Parlamentssitze erringen konnte, verlor zwei Drittel ihrer Sitze gegenüber der PDP.